# Джекпот (Невада)
Джекпот (англ. Jackpot) — переписна місцевість (CDP) в США, в окрузі Елко штату Невада. Населення — 855 осіб (2020).

## Географія
Джекпот розташований за координатами 41°58′46″ пн. ш. 114°39′53″ зх. д. / 41.97944° пн. ш. 114.66472° зх. д. (41.979455, -114.664598).  За даними Бюро перепису населення США в 2010 році переписна місцевість мала площу 10,17 км², з яких 10,05 км² — суходіл та 0,11 км² — водойми.

### Клімат
| Клімат : Джекпот                             | Клімат : Джекпот | Клімат : Джекпот | Клімат : Джекпот | Клімат : Джекпот | Клімат : Джекпот | Клімат : Джекпот | Клімат : Джекпот | Клімат : Джекпот | Клімат : Джекпот | Клімат : Джекпот | Клімат : Джекпот | Клімат : Джекпот | Клімат : Джекпот |
| Показник                                     | Січ.             | Лют.             | Бер.             | Квіт.            | Трав.            | Черв.            | Лип.             | Серп.            | Вер.             | Жовт.            | Лист.            | Груд.            | Рік              |
| Абсолютний максимум, °C                      | 16,1             | 20,0             | 25,6             | 30,6             | 33,9             | 35,6             | 40,6             | 38,3             | 35,0             | 30,0             | 22,8             | 16,7             | 40,6             |
| Середній максимум, °C                        | 3,2              | 5,2              | 9,6              | 13,9             | 19,0             | 24,8             | 30,4             | 29,8             | 24,4             | 16,8             | 8,6              | 2,8              | 15,7             |
| Середня температура, °C                      | −2,8             | −1               | 2,9              | 6,6              | 10,9             | 15,9             | 20,5             | 18,8             | 13,2             | 5,9              | 0,5              | −3,4             | 7,3              |
| Середній мінімум, °C                         | −8,8             | −7,3             | −3,8             | −0,8             | 2,8              | 6,9              | 10,6             | 7,8              | 2,0              | −4,9             | −7,6             | −9,6             | −1,1             |
| Абсолютний мінімум, °C                       | −35,6            | −32,2            | −20              | −17,8            | −10,6            | −2,8             | 0,0              | −3,9             | −13,3            | −21,1            | −27,8            | −41,1            | −41,1            |
| Норма опадів, мм                             | 14               | 10               | 17               | 27               | 48               | 29               | 11               | 15               | 13               | 17               | 17               | 13               | 231              |
| -------------------------------------------- | ---------------- | ---------------- | ---------------- | ---------------- | ---------------- | ---------------- | ---------------- | ---------------- | ---------------- | ---------------- | ---------------- | ---------------- | ---------------- |
| Джерело: The Western Regional Climate Center |                  |                  |                  |                  |                  |                  |                  |                  |                  |                  |                  |                  |                  |

## Демографія
Згідно з переписом 2010 року, у переписній місцевості мешкало 1195 осіб у 451 домогосподарстві у складі 266 родин. Густота населення становила 118 осіб/км².  Було 622 помешкання (61/км²).
Расовий склад населення:
| - 61,2 % — білих - 1,1 % — чорних або афроамериканців - 0,8 % — корінних американців - 0,3 % — вихідців з тихоокеанських островів - 0,3 % — азіатів - 32,3 % — осіб інших рас |

До двох чи більше рас належало 4,1 %. Частка іспаномовних становила 55,6 % від усіх жителів.
За віковим діапазоном населення розподілялося таким чином: 31,4 % — особи молодші 18 років, 60,1 % — особи у віці 18—64 років, 8,5 % — особи у віці 65 років та старші. Медіана віку мешканця становила 34,2 року. На 100 осіб жіночої статі у переписній місцевості припадало 101,2 чоловіків;  на 100 жінок у віці від 18 років та старших — 100,0 чоловіків також старших 18 років.
Середній дохід на одне домашнє господарство  становив 42 211 долар США (медіана — 38 291), а середній дохід на одну сім'ю — 46 466 доларів (медіана — 34 345). Медіана доходів становила 32 885 доларів для чоловіків та 23 110 доларів для жінок. За межею бідності перебувало 36,9 % осіб, у тому числі 64,8 % дітей у віці до 18 років та 0,0 % осіб у віці 65 років та старших.
Цивільне працевлаштоване населення становило 767 осіб. Основні галузі зайнятості: мистецтво, розваги та відпочинок — 84,9 %, будівництво — 6,5 %, публічна адміністрація — 3,4 %.